# Уоршелл, Стивен
Стивен Уоршелл (англ. Stephen Warshall) (15 ноября 1935, Нью-Йорк, США — 11 декабря 2006, Глостер, Эссекс, Массачусетс, США) — американский информатик.

## Биография
Его родители Артур Уоршелл (Варшал) и Берта Ямпольская происходили из семей еврейских эмигрантов из России.
В течение своей карьеры Уоршелл проводил научные исследования и развитие в области операционных систем, конструирование компиляторов, языков проектирования и исследование операций.
Умер 11 декабря 2006 года от рака, в своем доме в Глостере, штат Массачусетс. Он оставил после себя жену (Sarah Dunlap) и двух детей (Andrew D. Warshall и Sophia V. Z. Warshall).

## Образование
Уоршелл посещал государственную школу в Бруклине. Окончил среднюю школу А. Б. Дэвиса в Маунт-Верноне, Нью-Йорке и поступил в Гарвардский Университет, где и получил степень бакалавра по математике в 1956 году. Он так и не получил ученую степень, так как в то время не было никаких доступных программ в сфере его интересов. Однако, он пошел в аспирантуру нескольких различных университетов и поспособствовал развитию информатики и программной инженерии. В 1971—1972 учебном году он читал лекции по программной инженерии во французских университетах.

## Работа
Окончив Гарвард, Уоршелл работал на ORO (Operation Research Office — программа, созданная Джонсом Хопкинсом, чтобы проводить научные исследования и разработки в армии США). В 1958 году он оставил ORO, чтобы занять должность в компании Technical Operations, где он помог построить научно-исследовательскую лабораторию для военных проектов программного обеспечения. В 1961 году он покинул Technical Operations, чтобы основать Massachusetts Computer Associates. Позже компания стала частью Applied Data Research (ADR). После слияния, Уоршелл был в совете директоров ADR и руководил различными проектами и организациями. Он ушел из ADR в 1982 году и преподавал еженедельные занятия по библейском иврите в храме Ахават Ахим в Глостере, Массачусетс.

## Доведение алгоритма Уоршелла
Есть интересный анекдот о его доказательстве того, что алгоритм построения транзитивного замыкания, теперь известный как алгоритм Уоршелла, является правильным. Он и его коллега из Technical Operations поспорили на бутылку рома, кто первым сможет определить, работает ли этот алгоритм всегда. Уоршелл придумал свои доказательства сразу, выиграв пари и бутылку рома, которым он поделился с оппонентом. Из-за того, что Уоршелл не любил сидеть за столом, он сделал много своих творческих работ в нетрадиционных местах, например, на яхте в Индийском океане или в греческом лимонном саду.